# ب‌ام‌و زد
خانوادهٔ ب‌ام‌و زد مجموعه‌ای از رودسترهای تولید شده توسط ب‌ام‌و است. حرف Z مخفف کلمهٔ zukunft (در زبان آلمانی به معنای برای آینده) است. این خانواده در چهار سری مختلف با شش نسل متشکل از انواع خودروهای رودستر، کوپه، اسپرت و کانسپت تولید شده‌است.
ب‌ام‌و ام کوپه و ام رودستر براساس زد۳ اولین نمونه از سری زد بود که توسط ب‌ام‌و ام ارتقا یافته بود. ب‌ام‌و ام در نسل اول ب‌ام‌و زد۴ نیز به ارائهٔ نسخه‌های ام کوپه و ام رودستر ادامه داد. نسل کنونی ب‌ام‌و زد۴ (جی۲۹) از یک موتور ۶ سیلندر خطی با کد بی۵۸بی۳۰ استفاده می‌کند و پلت‌فرم آن با نسل کنونی تویوتا سوپرا مشترک است.

## ب‌ام‌و زد۱ (مبتنی بر ای۳۰؛ ۱۹۸۹–۱۹۹۱)

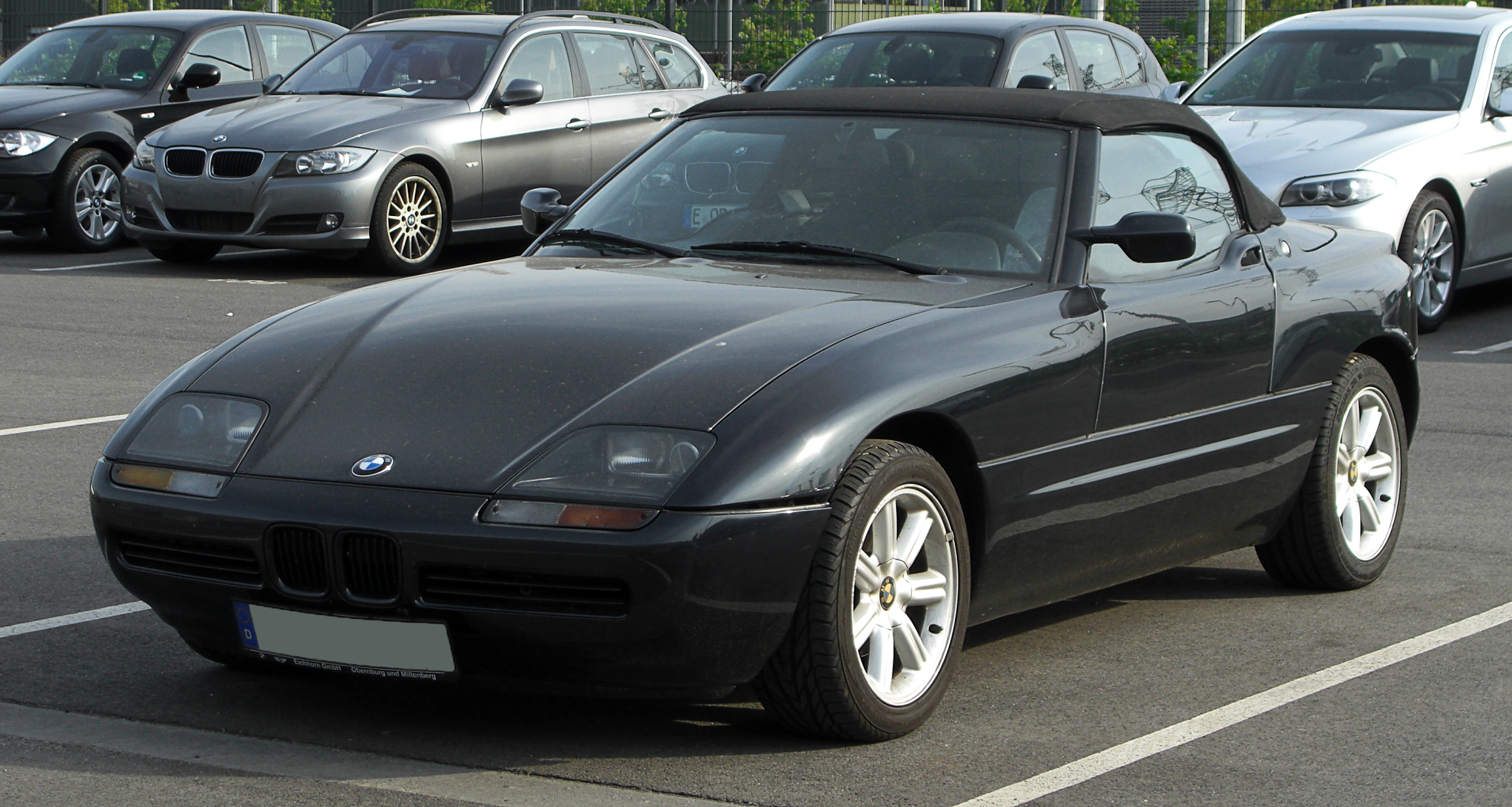
ب‌ام‌و زد۱

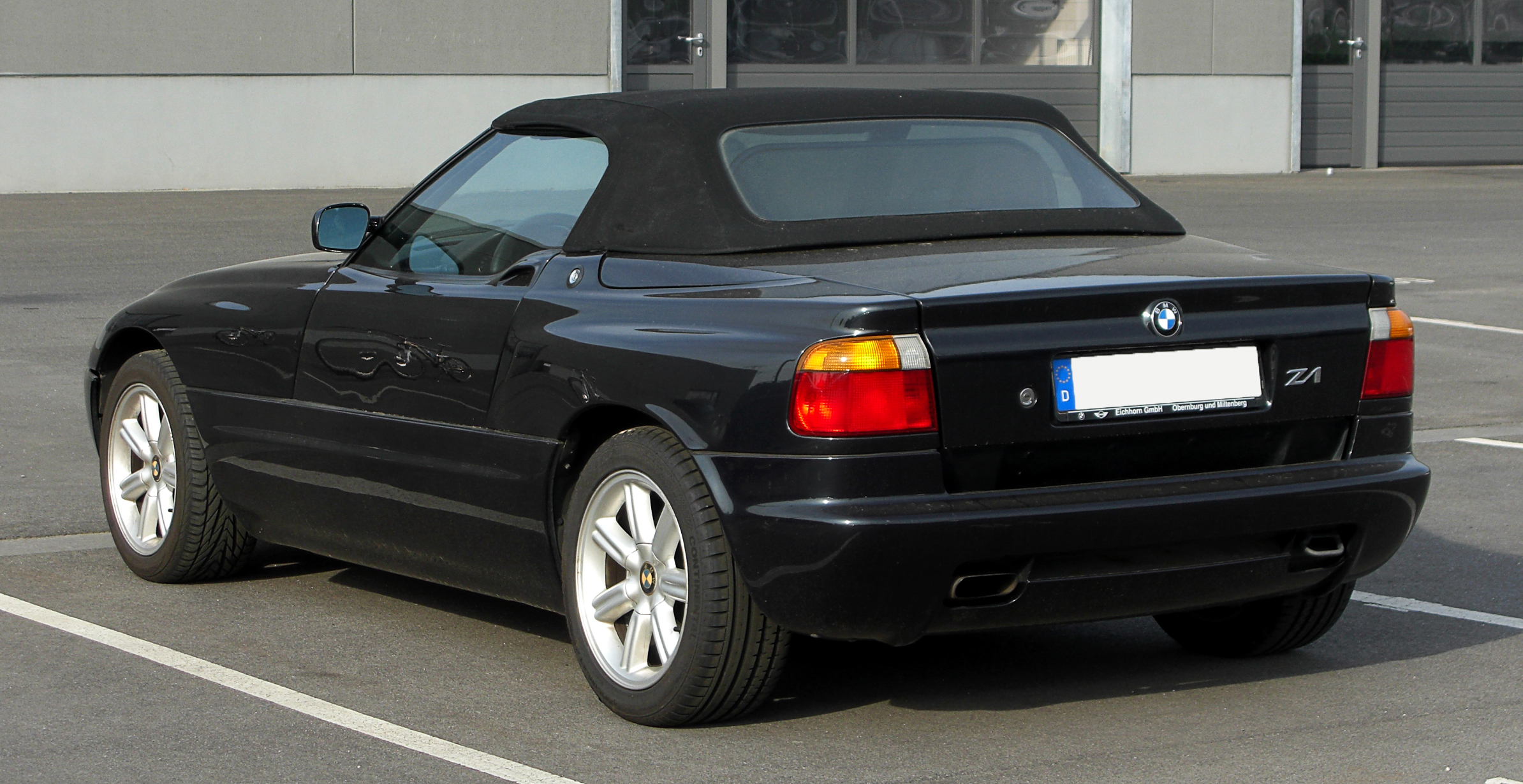
ب‌ام‌و زد۱

ب‌ام‌و زد۱ یک رودستر دو نفره است که توسط ب‌ام‌و توسعه یافته و از مارس ۱۹۸۹ تا ژوئن ۱۹۹۱ تولید شده‌است. این خودرو بر اساس پلت فرم سری ۳ ای۳۰ ساخته شده بود. درهای زد۱ غیرعادی بودند و به جای حرکت باز یا رو به بالا، به داخل طاقچه‌های درمی‌افتادند و دارای پانل‌های بدنه بودند که به راحتی قابل جدا شدن و تعویض بودند. این خودرو را می‌توان با پانل‌های بدنه خود خارج کرد. فقط ۸٬۰۰۰ دستگاه از زد۱ تولید شد.

## ب‌ام‌و زد۳ (ای۳۶/۷ و ای۳۶/۸؛ ۱۹۹۵–۲۰۰۲)

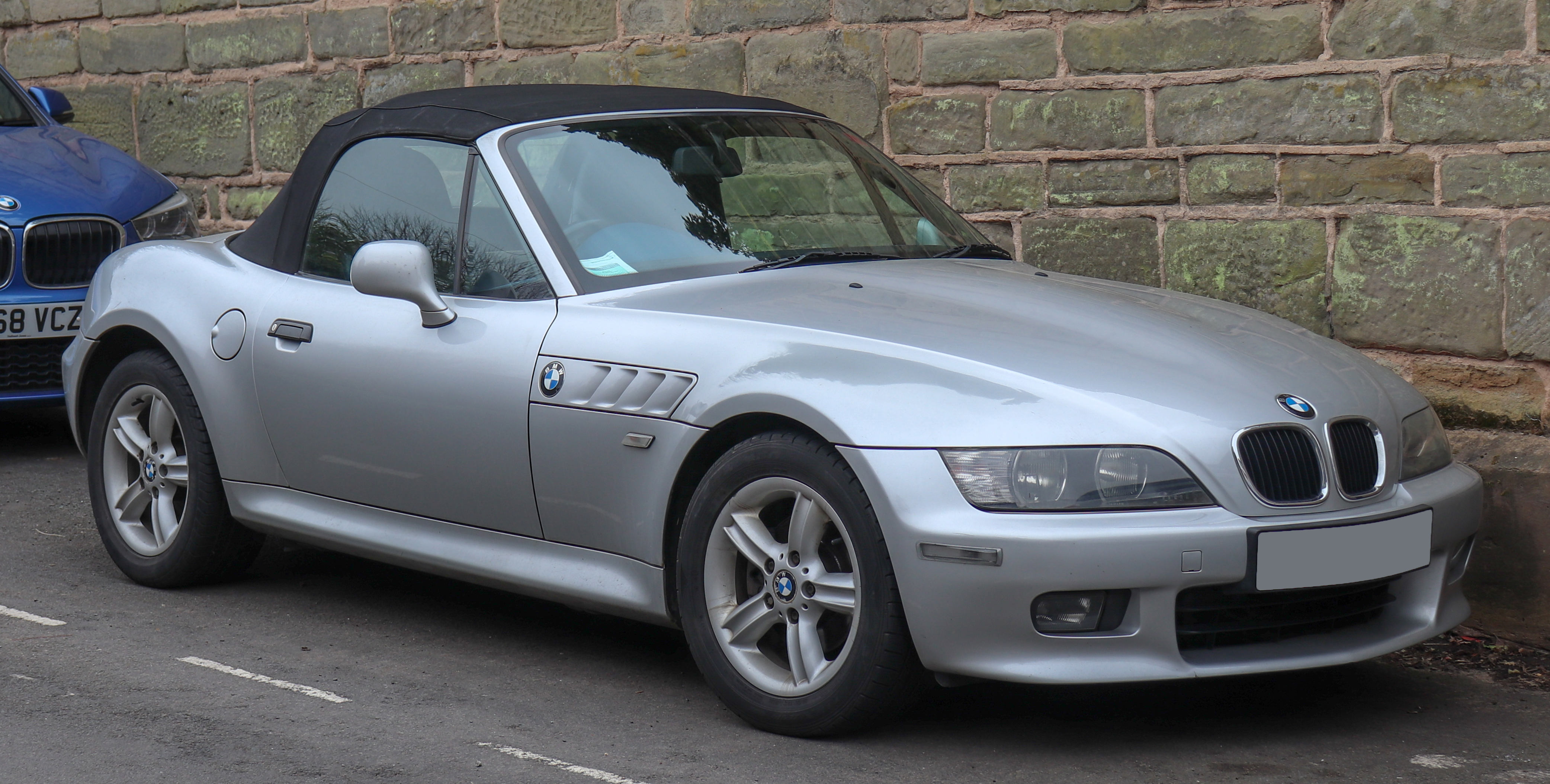
ب‌ام‌و زد۳ رودستر

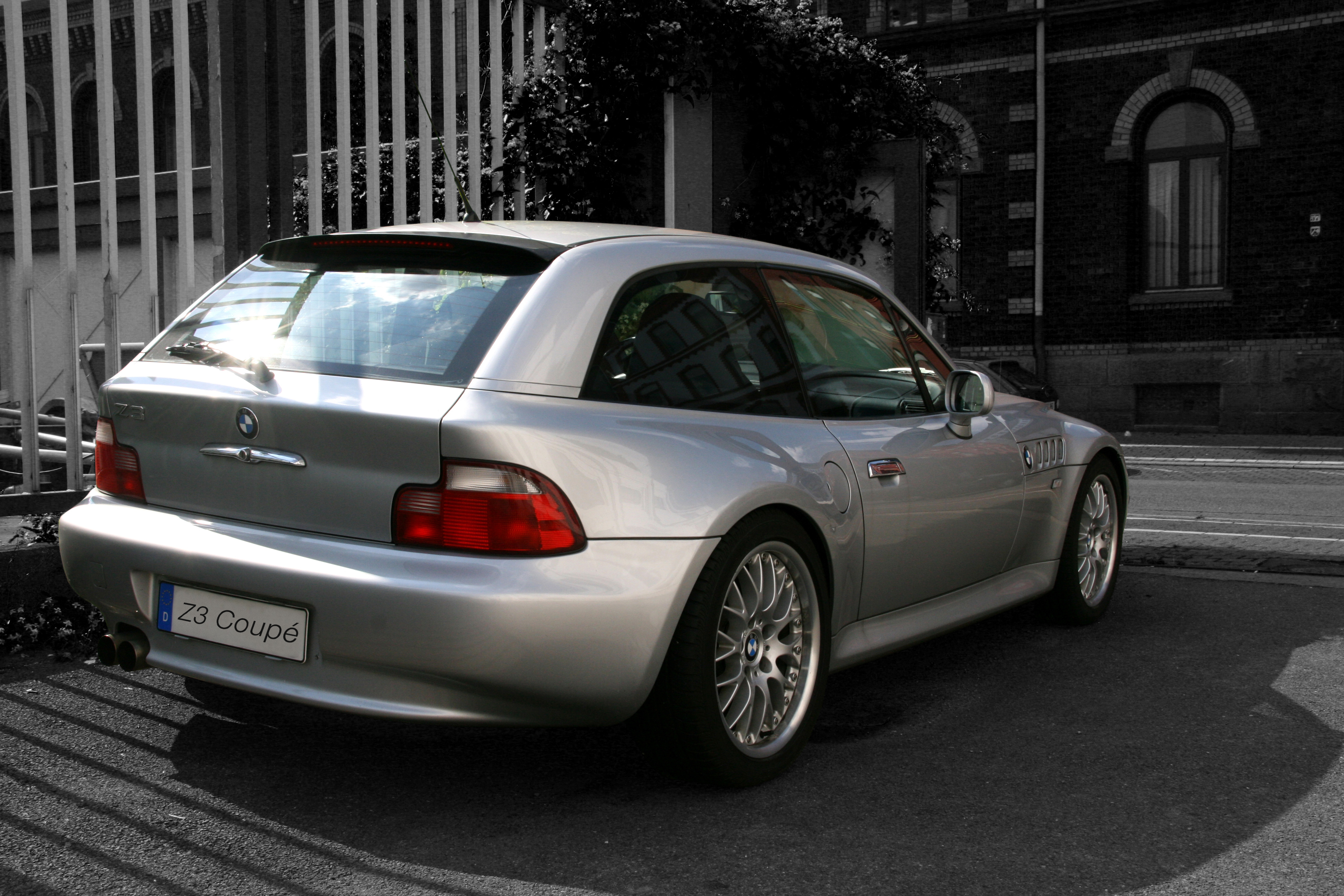
ب‌ام‌و زد۳ کوپه

زد۳ اولین رودستر مدرن در بازار انبوه بود که توسط ب‌ام‌و تولید شد. این خودرو مدت کوتاهی پس از نمایش در فیلم گولدن‌آی جیمز باند با مدل سال ۱۹۹۶ معرفی شد. تا زمان معرفی خودرو بیش از ۱۵٬۰۰۰ دستگاه از آن پیش‌خرید شد. زد۳ در سال ۱۹۹۹ با معرفی یک بدنه کوپه دچار فیس‌لیفت شد و تا قبل از پایان تولید در سال ۲۰۰۲ از یک سبک طراحی تجدید نظر شده برخوردار شد. مدل کوپه از طراحی جنجال برانگیزی برخوردار بود و به آن لقب «کفش دلقک» را دادند. زد۳ در اسپارتنبورگ، کارولینای جنوبی تولید و مونتاژ شد.

## ب‌ام‌و زد۸ (ای۵۲؛ ۲۰۰۰–۲۰۰۳)

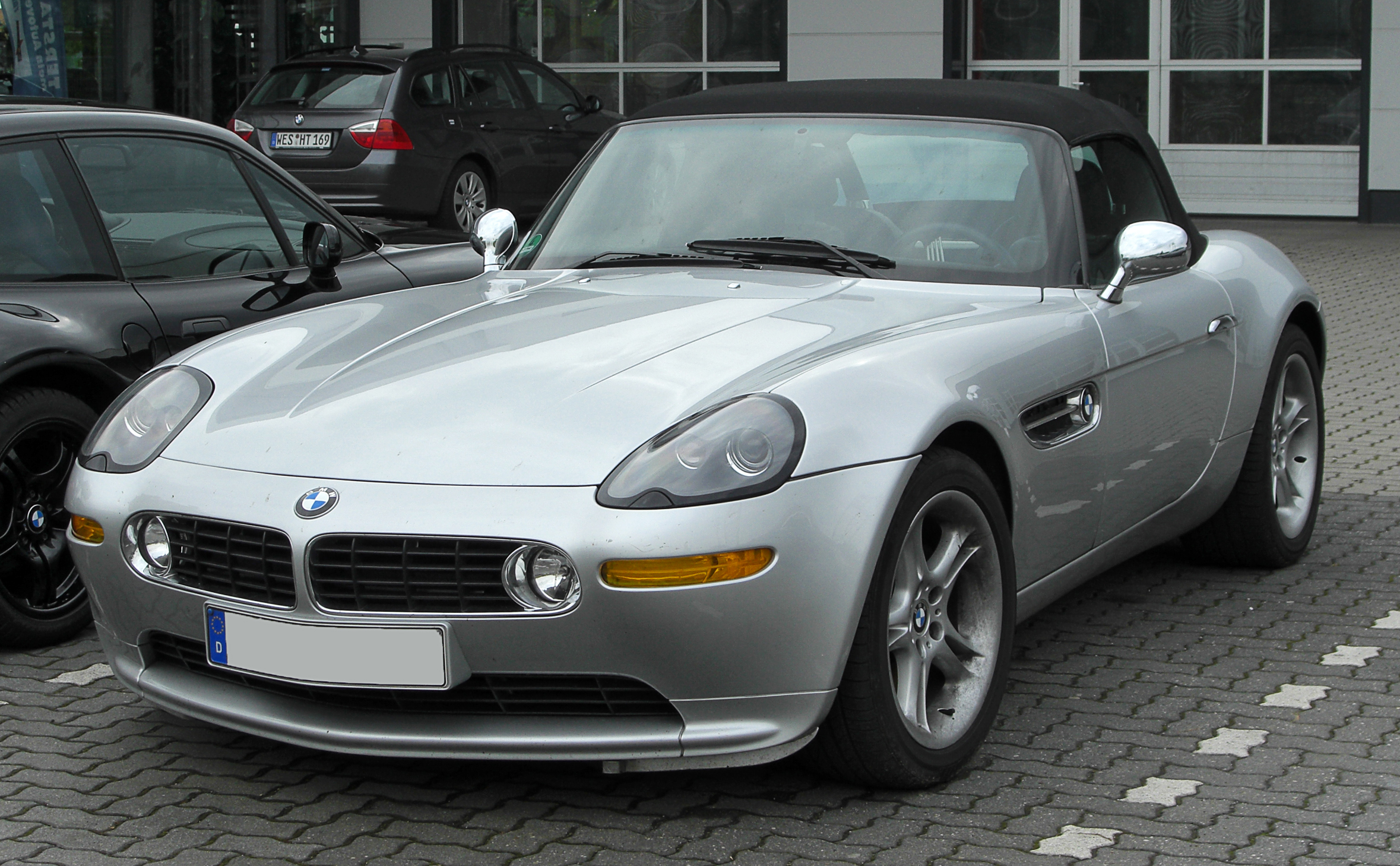
ب‌ام‌و زد۸

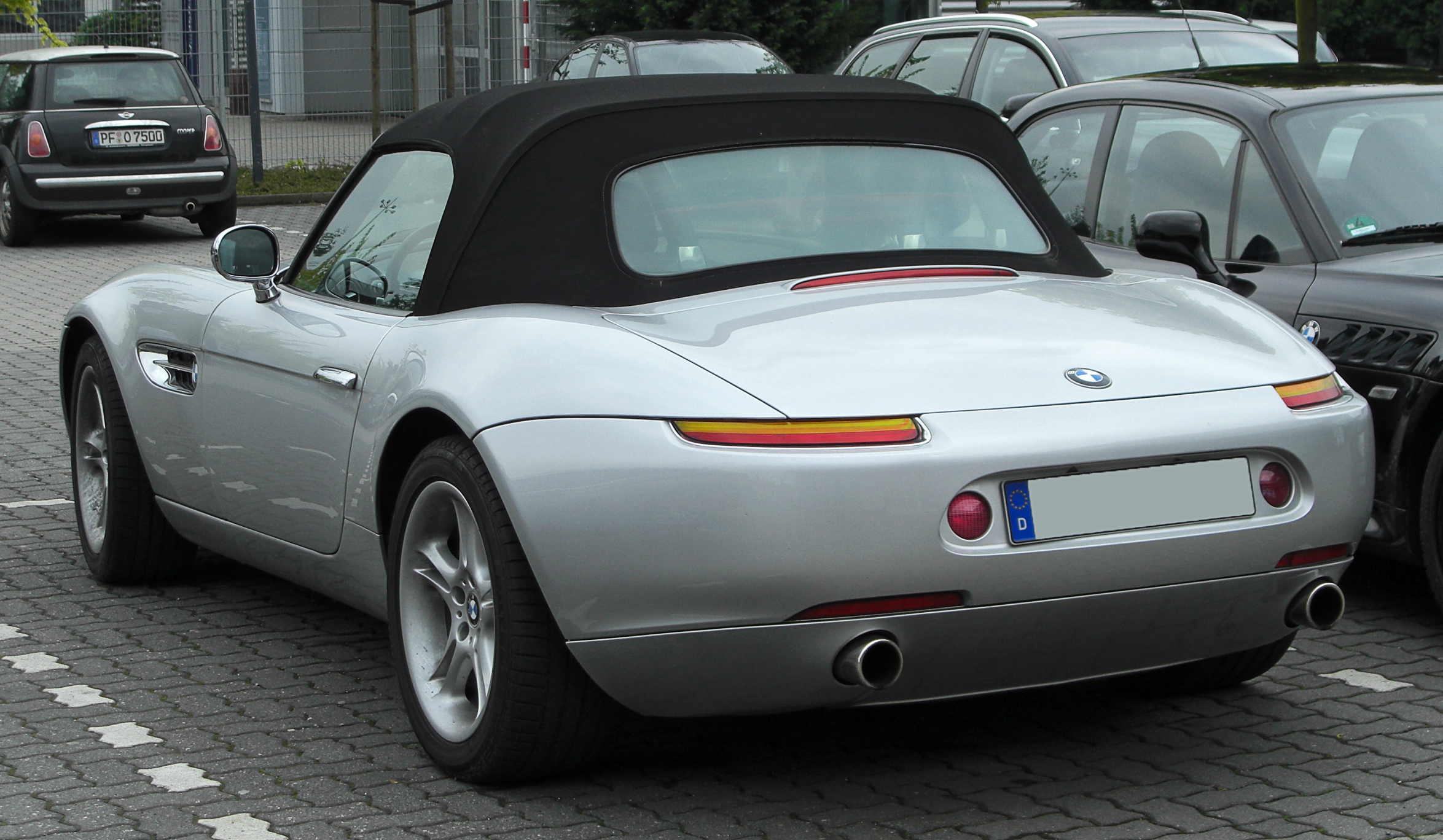
ب‌ام‌و زد۸

ب‌ام‌و زد۸ از سال ۲۰۰۰ تا ۲۰۰۳ تولید می‌شد و نسخهٔ تولید انبوه خودروی مفهومی زد۰۷ بود که توسط هنریک فیسکر دانمارکی در DesignworksUSA ب‌ام‌و طراحی شده‌بود و در سال ۱۹۹۷ از آن رونمایی شد. زد۰۷ در ابتدا برای بزرگداشت ب‌ام‌و ۵۰۷ دههٔ ۱۹۵۰ طراحی شده بود، اما محبوبیت قریب به اتفاق این کانسپت تصمیم ب‌ام‌و را برای تولید یک مدل تولید محدود به نام زد۸ تحریک کرد. ۵٬۷۰۳ دستگاه از زد۸ ساخته شد که تقریباً نیمی از آنها به ایالات متحده آمریکا صادر شدند.

## ب‌ام‌و زد۴ (ای۸۵ و ای۸۶؛ ۲۰۰۲–۲۰۰۸)

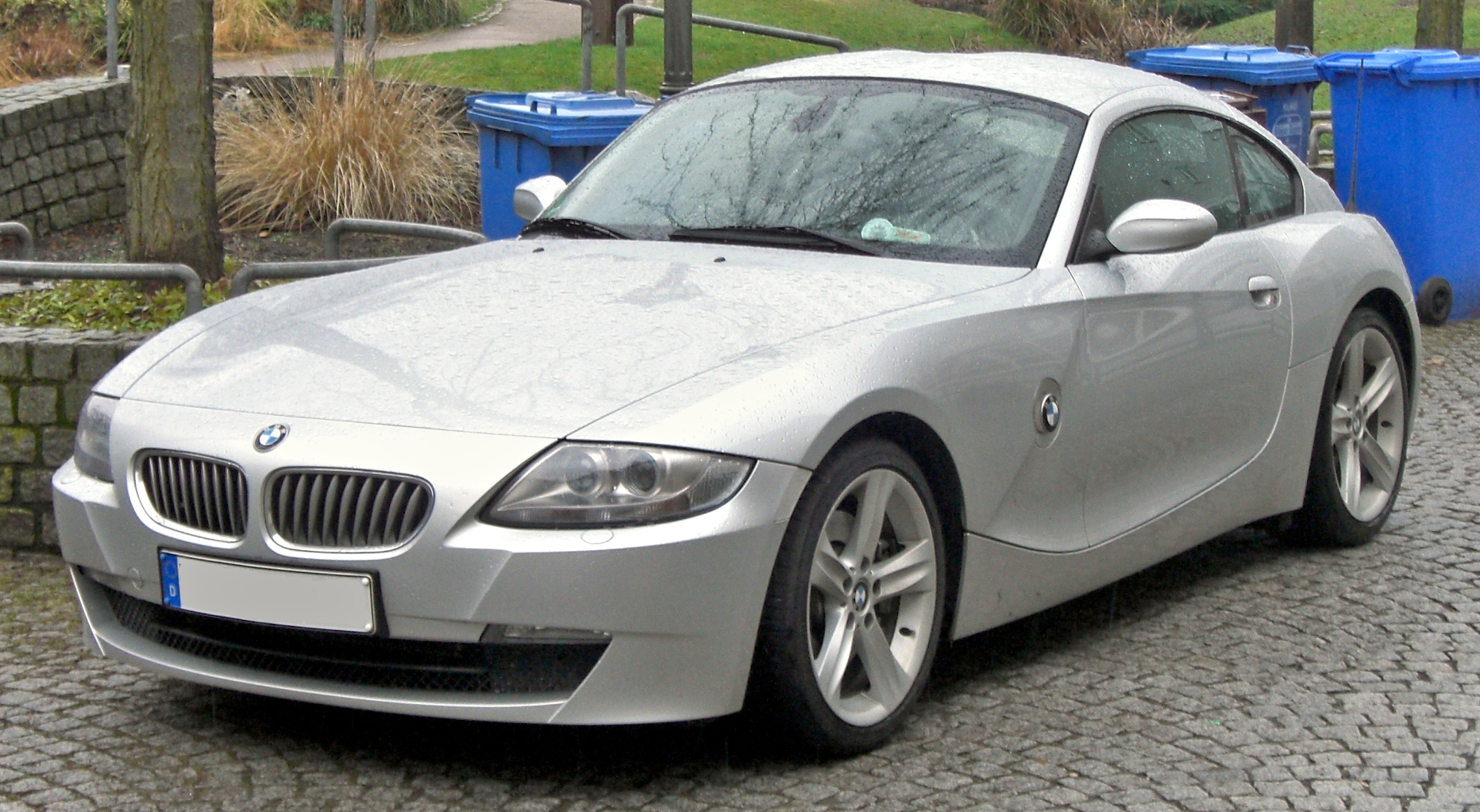
ب‌ام‌و زد۴ کوپه

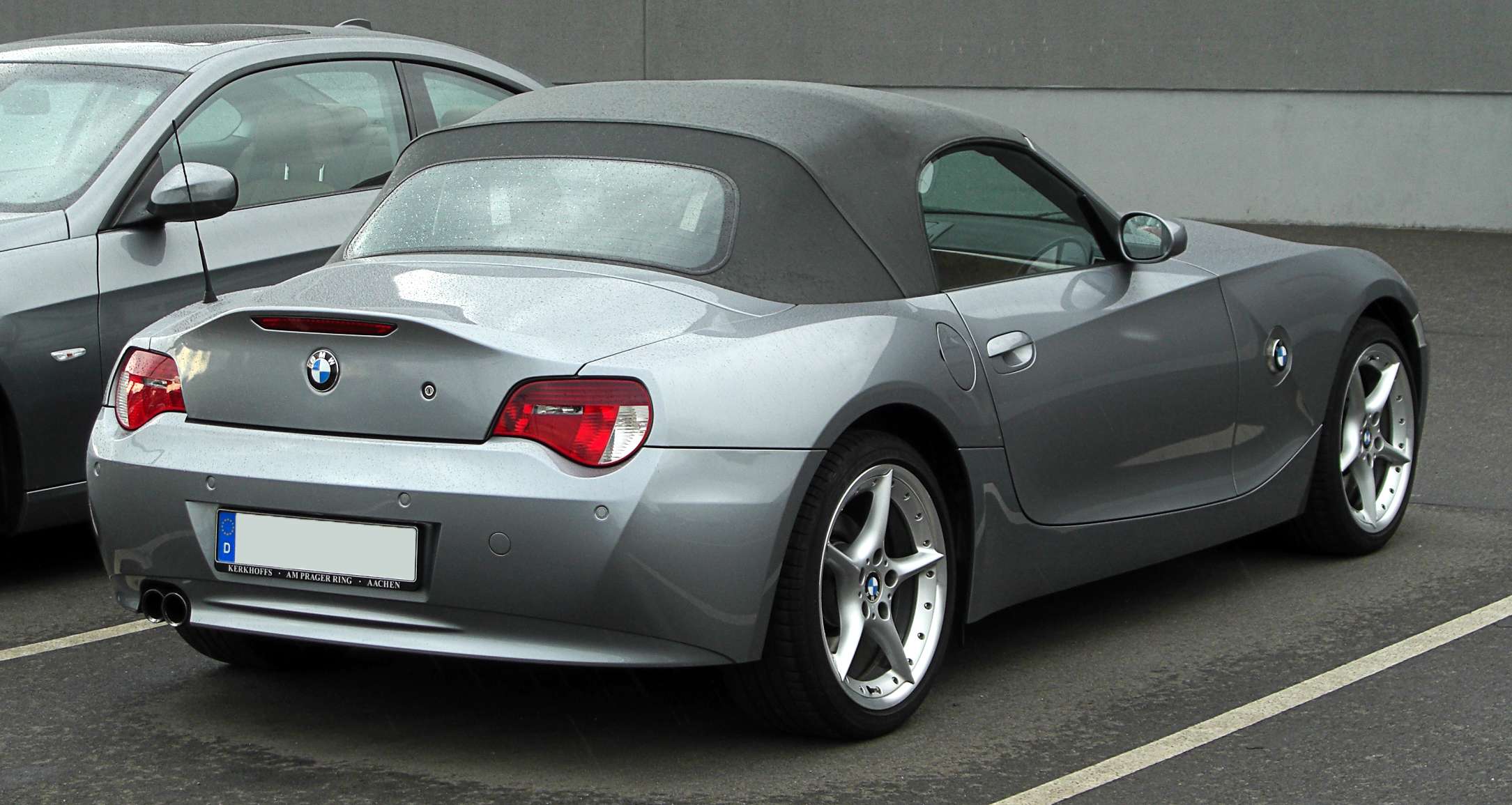
ب‌ام‌و زد۴ رودستر

نسل اول ب‌ام‌و زد۴ در دو بدنهٔ رودستر با کد ای۸۵ و کوپه با کد ای۸۶ عرضه شد. این خودرو توسط آندرس وارمینگ، طراح دانمارکی ب‌ام‌و طراحی شده‌است.
به طراحی ب‌ام‌و زد۴ انتقادات بیشتری نسبت به نسل قبلی‌اش، ب‌ام‌و زد۳ مطرح شد. زد۴ بزرگتر بود و دارای یک شاسی سخت‌تر بود. زد۴ در ابتدا فقط به عنوان رودستر در دسترس بود، اما نسخه کوپه به‌طور رسمی در سال ۲۰۰۶ عرضه شد. آخرین مدل از این خودرو در ۲۷ اوت ۲۰۰۸ از خط تولید کارخانه اسپارتنبورگ خارج شد.

## ب‌ام‌و زد۴ (ای۸۹؛ ۲۰۰۹–۲۰۱۶)

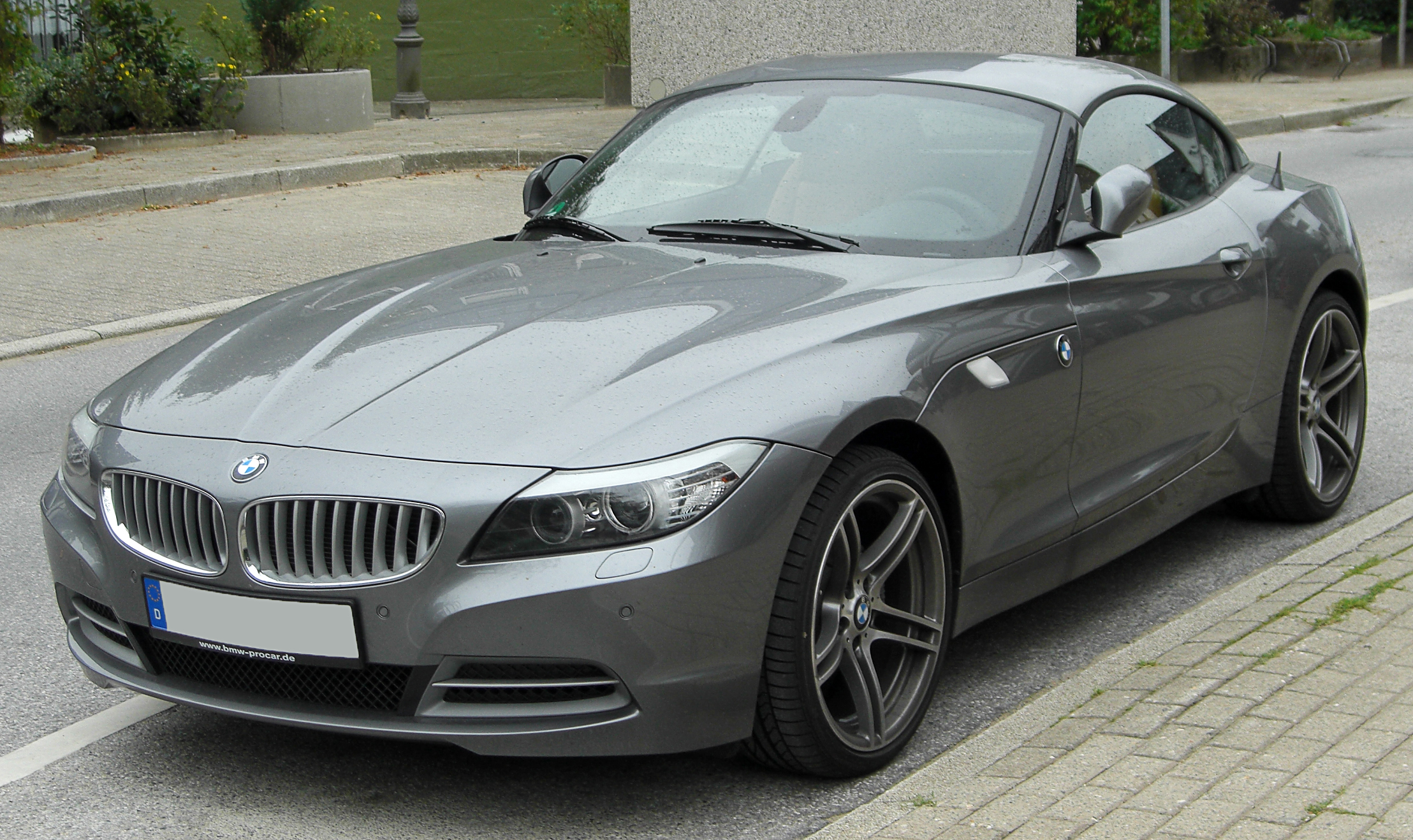
ب‌ام‌و زد۴

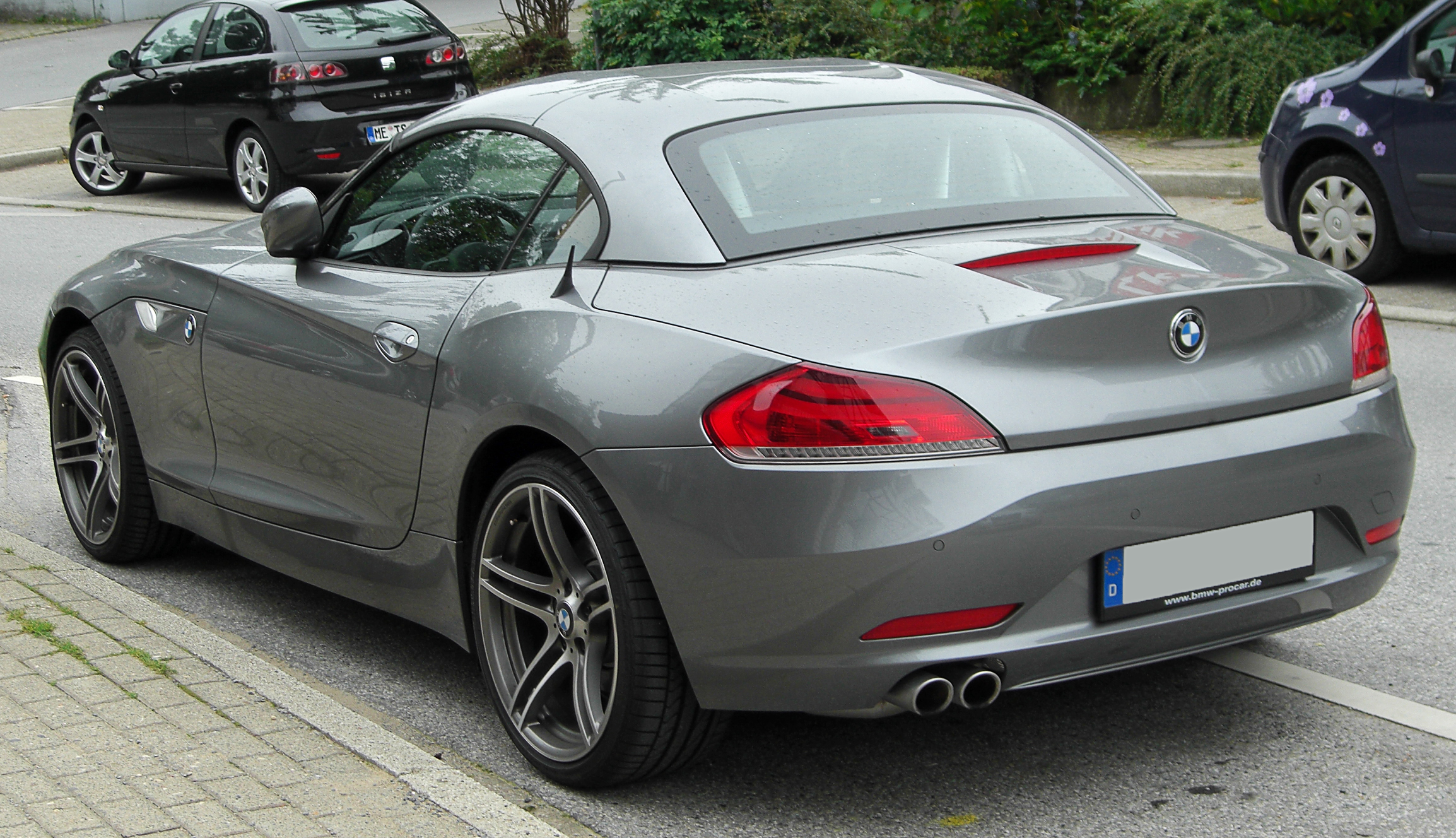
ب‌ام‌و زد۴

نسل دوم زد۴ در ۱۳ دسامبر ۲۰۰۸ معرفی شد و ماه بعد در نمایشگاه بین‌المللی خودروی آمریکای شمالی ۲۰۰۹ دیترویت به نمایش درآمد. این نسل اولین مدل سری زد است که از سقف تاشو فلزی قابل جمع شدن استفاده می‌کند و همچنین اولین نسلی است که در دو نسخهٔ جداگانهٔ رودستر و کوپه عرضه نمی‌شود. سقف آن از پوستهٔ آلومینیومی سبک دو تکه ساخته شده و باز و بسته شدن آن ۲۰ ثانیه طول می‌کشد. این نسل برخلاف نسل قبل، در اسپارتنبورگ ایالات متحده تولید نشد و خط تولید آن در رگنسبورگ آلمان بود.

## ب‌ام‌و زد۴ (جی۲۹؛ ۲۰۱۸–اکنون)

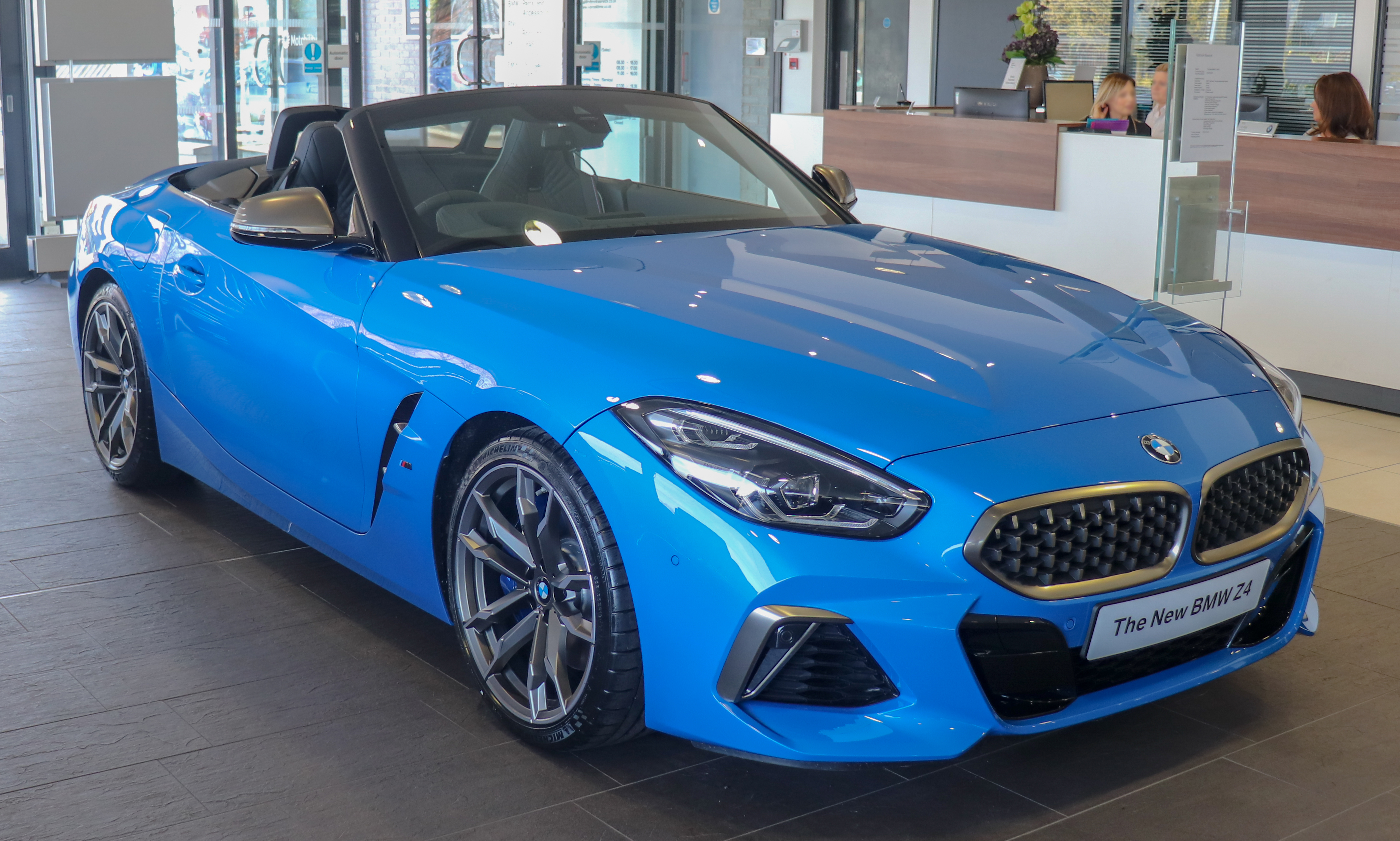
ب‌ام‌و زد۴

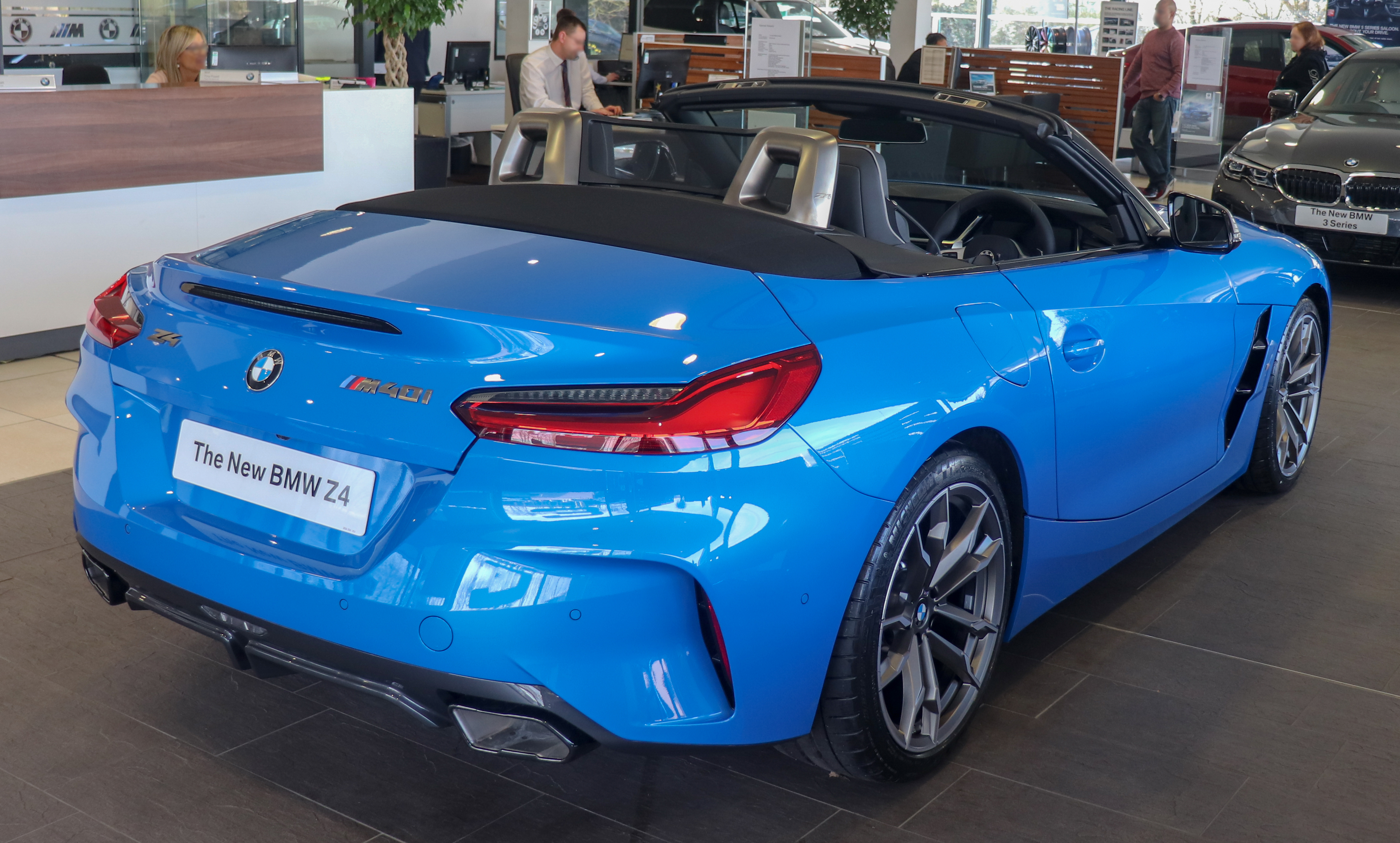
ب‌ام‌و زد۴

جی۲۹ نسل سوم و نسل فعلی ب‌ام‌و زد۴ است و در تاریخ ۲۳ اوت ۲۰۱۸ و در پبل بیچ کانکورز دلیگانس از آن رونمایی شد. این خودرو به‌جای سقف تاشو فلزی از سقف تاشو پارچه‌ای با سبک و سیاق ای۸۵ استفاده می‌کند و باز و بسته شدن آن ۱۰ ثانیه طول می‌کشد. زد۴ جی۲۹ پلت‌فرم یکسانی با نسل پنجم تویوتا سوپرا دارد و هر دوی این خودروها در یک جا مونتاژ می‌شوند.

## تولید و فروش
در زیر ارقام تولید و فروش مدل‌های ب‌ام‌و زد به استثنای زد۱ آورده شده‌است:
| سال  | تولید   | اروپا   | ایالات متحده |
| ---- | ------- | ------- | ------------ |
| ۱۹۹۶ |         | -       | ۱۵٬۰۴۰       |
| ۱۹۹۷ | ۵۷٬۱۰۰  | ۳۰٬۹۵۴  | ۱۹٬۷۶۰       |
| ۱۹۹۸ | ۵۳٬۰۰۰  | ۲۷٬۷۷۶  | ۲۰٬۶۱۳       |
| ۱۹۹۹ | ۵۱٬۰۰۰  | ۲۴٬۲۶۸  | ۲۰٬۰۶۲       |
| ۲۰۰۰ | ۴۲٬۸۰۰  | ۱۸٬۶۸۱  | ۱۶٬۶۹۹       |
| ۲۰۰۱ | ۳۹٬۵۷۹  | ۱۷٬۳۵۸  | ۱۵٬۸۸۴       |
| ۲۰۰۲ | ۲۶٬۴۲۸  | ۱۰٬۷۴۹  | ۱۰٬۴۹۰       |
| ۲۰۰۳ | ۵۲٬۰۱۶  | ۲۴٬۲۲۴  | ۲۰٬۳۲۴       |
| ۲۰۰۴ | ۳۸٬۴۸۳  | ۱۸٬۵۹۳  | ۱۳۶۵۴        |
| ۲۰۰۵ | ۲۸٬۸۰۸  | ۱۴٬۱۳۷  | ۱۰٬۰۴۵       |
| ۲۰۰۶ | ۳۰٬۹۸۱  | ۱۵٬۸۴۴  | ۱۲٬۲۸۴       |
| ۲۰۰۷ | ۲۸٬۳۸۳  | ۱۵٬۲۸۱  | ۱۰٬۰۹۷       |
| ۲۰۰۸ | ۱۸٬۰۰۶  | ۶٬۱۱۶   | ۵٬۸۷۹        |
| ۲۰۰۹ | ۲۲٬۷۶۱  | ۱۳٬۴۹۷  | ۳٬۵۲۳        |
| ۲۰۱۰ | ۲۴٬۵۷۵  | ۱۳٬۱۵۳  | ۳٬۸۰۴        |
| ۲۰۱۱ | ۱۸٬۸۰۹  | ۹٬۴۱۷   | ۳٬۴۷۹        |
| ۲۰۱۲ | ۱۵٬۲۴۹  | ۷٬۵۰۸   | ۲٬۷۵۱        |
| ۲۰۱۳ | ۱۲٬۸۶۶  | ۵٬۹۷۰   | ۲٬۴۸۰        |
| ۲۰۱۴ | ۱۰٬۸۰۲  | ۵٬۳۷۳   | ۲٬۱۵۱        |
| ۲۰۱۵ | ۷٬۹۵۰   | ۴٬۰۹۳   | ۱٬۸۲۹        |
| ۲۰۱۶ | ۵٬۴۳۲   | ۳٬۰۰۶   | ۱٬۱۸۷        |
| ۲۰۱۷ | -       | ۲۴۴     | ۵۰۲          |
| ۲۰۱۸ | -       | ۱۲۵     | ۴            |
| ۲۰۱۹ | -       | ۹٬۶۸۱   | ۲٬۹۴۱        |
| جمع: | ۵۸۵٬۰۲۸ | ۲۷۱٬۰۸۶ | ۲۱۱٬۳۵۴      |

## زد۹ مفهومی (۱۹۹۹)

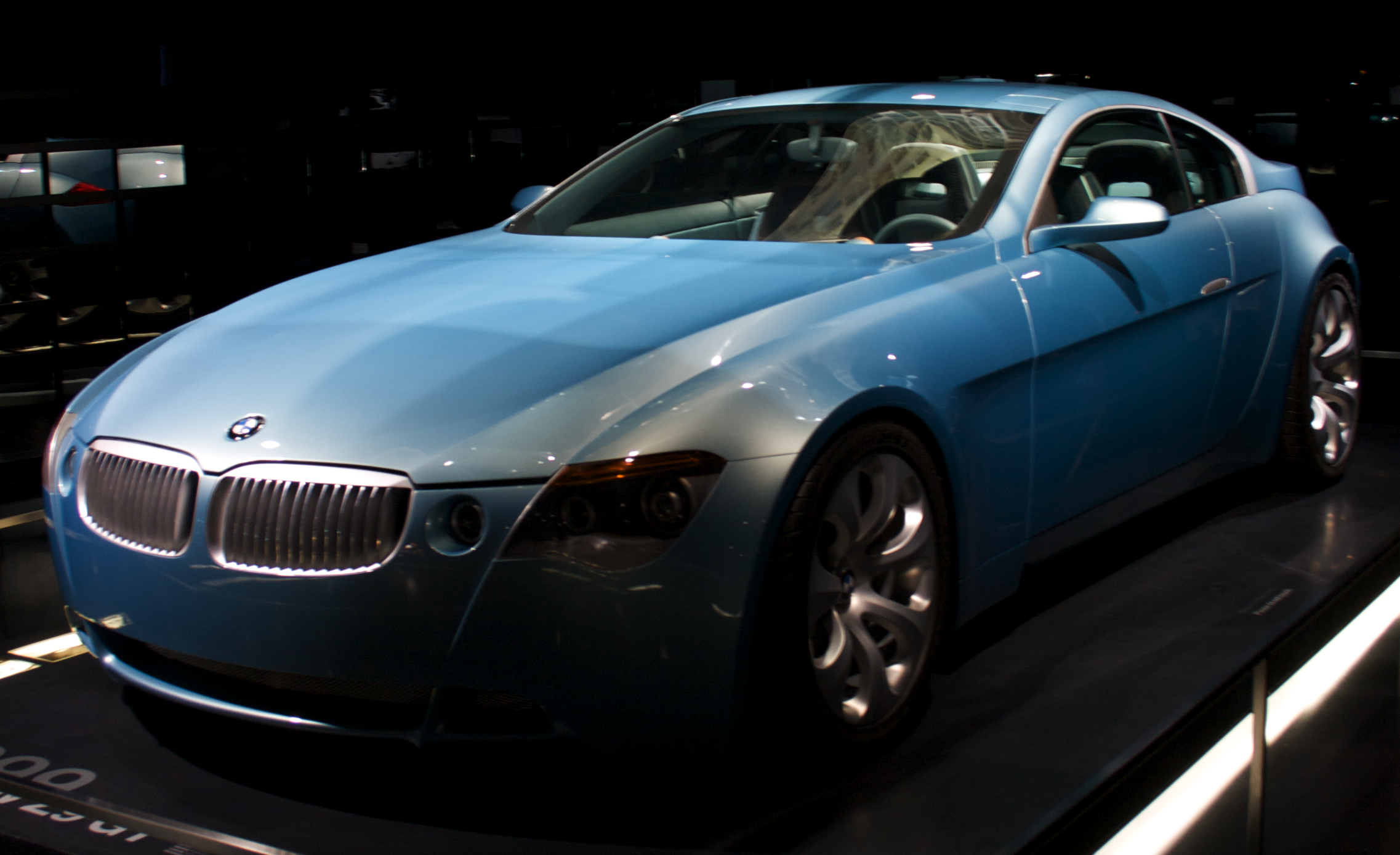
ب‌ام‌و زد۹ ۱۹۹۹

ب‌ام‌و زد۹ (یا زد۹ گرن توریزمو) یک خودروی مفهومی کوپه بود که در سال ۱۹۹۹ در نمایشگاه بین‌المللی خودروی آلمان رونمایی شد، بعداً در نمایشگاه اتومبیل پاریس ۲۰۰۰ از نوع کانورتیبل آن نیز رونمایی شد. این خودرو از در بال‌پرنده‌ای منحصر به فردی برخوردار است که مانند در لولایی معمولی نیز باز می‌شود و نوآوری‌هایی مانند مفهوم اولیه سیستم آی‌درایو ب‌ام‌و، به نام Intuitive Interaction Concept در آن گنجانده شده‌است. بسیاری از سبک‌های موجود در طراحی ب‌ام‌و سری ۶ (ای۶۳) نیز از زد۹ گرفته شده‌است. 